# Балдуїн III (граф Фландрії)
Балдуїн III Юний (фр. Baudouin III de Flandres, 935/940 — 1 січня 962, похований в Сент-Бертині) — граф Фландрії в 958—962 роках, третій син графа Фландрського Арнульфа I та Аделаїди Вермандуа, доньки Герберта II, графа Вермандуа і Мо. Походив з Першого Фландрського дому Бодуєнідів.

## Біографія

### Правління

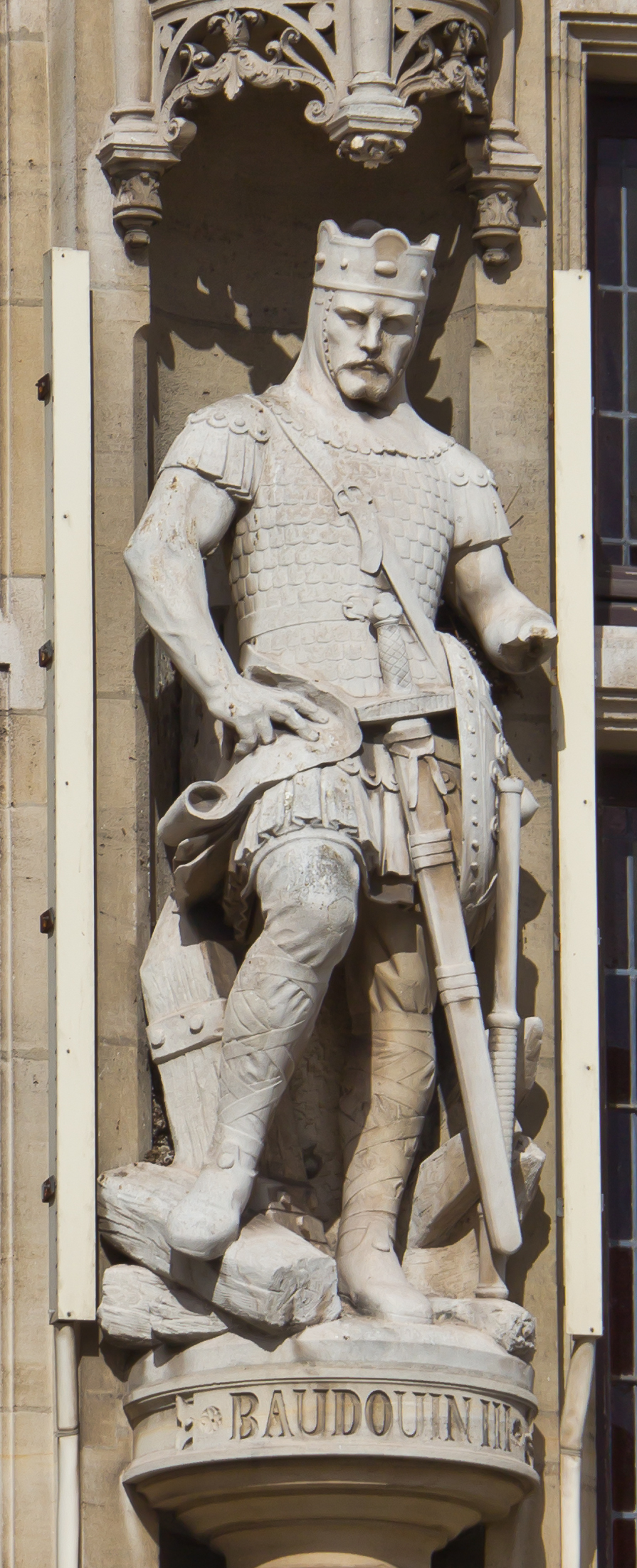
Скульптура Балдуїна III в Дюнкерку.

Батько Балдуїна, Арнульф I (885/889—27 березня 965), зробив його своїм співправителем у Фландрії в 958 році, і в цьому ж році відмовився на користь свого сина від влади. Під час свого недовгого правління Балдуїн заснував перші ткацькі майстерні в Генті, заклавши тим самим основу для подальшого економічного розвитку Фландрського графства. Він також зміцнив свою фортецю в Бергу.
У 962 році Балдуїн несподівано помер від натуральної віспи після його повернення з походу проти норманів, в якому він взяв участь як васал короля Франції Лотаря, після чого Арнульф знову повернувся до влади. Після смерті Арнульфа I в 965 році йому успадковував малолітній син Балдуїна, Арнульф II (961/962-988 роки).

## Родина
Дружина (з 951/959) — Матильда Саксонська (бл.942 — 25 травня 1008), донька герцога Саксонського Германа Білунга.
Діти:
- Арнульф II (961/962—30 березня 987) — граф Фландрії з 962.

Бастарди (Балдуїн III міг бути батьком одного позашлюбного сина):
- Альберік (Альберт)[2] (960/962—1018) — єпископ Камбре та Парижа.